# Сирасэ Нобу
Сира́сэ Но́бу — японский военнослужащий, глава Японской антарктической экспедиции 1910—1912 годов. Родился в 1861 году в селе Коноура уезда Юри префектуры Акита (в настоящее время город Никахо). В 1879 году поступил в кавалерийское училище. Первую экспедицию провёл на Курильских островах в 1893 году, проведя зимовку в ледяной пещере на острове Шумшу, побывав там и в 1895 году. Участвовал в Русско-японской войне, получив на ней звание лейтенанта. После демобилизации некоторое время жил на Карафуто. После войны он предложил идею экспедиции к Северному полюсу, но после сообщений Кука и Пири, в 1909 году Сирасэ начал организацию экспедиции на Южный полюс. Экспедиция не получила поддержки государства, поскольку премьер-министр Кацура Таро и председатель Ассоциации поддержки экспедиции Окума Сигэнобу были политическими противниками. Экспедиция снаряжалась исключительно на средства частных жертвователей и была крайне плохо снаряжена и оснащена. Отплыв 29 ноября 1910 года из Иокогамы, в феврале 1911 года команда не сумела пробиться к Антарктиде, и провела южную зиму в Австралии. Повторная попытка высадки прошла в январе 1912 года, где члены команды Сирасэ встретили людей Амундсена, возвращавшихся с Южного полюса. 28 января Сирасэ Нобу и члены его команды, преодолев 160 миль на двух собачьих упряжках, достигли 80°05’ ю. ш. на 156°37’з. д., и приняли решение возвращаться. 20 июня 1912 года экспедиция вернулась в Токио, пройдя за год и семь месяцев около 48 тыс. км. Команду встречали как национальных героев.
Сирасэ Нобу оказался крупным должником: общая сумма расходов на экспедицию достигала 125 000 йен, из которых он был должен 40 000 йен (200 млн современных). Лейтенант был вынужден продать собственный дом и экспедиционное судно, а главным средством добывания денег были лекционные турне с демонстрацией диапозитивов и фильма об экспедиции. На полную выплату долгов потребовалось 23 года.
Сирасэ Нобу скончался 4 сентября 1946 года в посёлке Коромо (современная Тоёта) от кишечной непроходимости.